# گورنگا ستراژاوا
گورنگا ستراژاوا (به صربی: Gornja Stražava) یک منطقهٔ مسکونی در صربستان است که در پروکوپلیه واقع شده‌است. گورنگا ستراژاوا ۷۶۸ نفر جمعیت دارد.